# طمع (فیلم)
طمع (به انگلیسی: Greed) فیلم صامت ۴۶۲ دقیقه‌ای به کارگردانی اریش فن اشتروهم  و بر اساس رمان مک تیگ محصول ۱۸۹۹ فرانک نوریس است.گیبسون گالند در نقش دکتر جان مک تیگ بازی می کند. زاسو پیتس در نقش ترینا سیپه، همسرش؛ و ژان هرشولت در نقش دوست و دشمن نهایی مک تیگ، مارکوس شولر. این فیلم داستان مک تیگ، دندانپزشکی از سانفرانسیسکو را روایت می کند که با دوست دختر بهترین دوستش شولر، ترینا ازدواج می کندبا بازی گیبسن گالند محصول کشور لهستان است.